# Claudia Kemfert
Claudia Kemfert (Delmenhorst, 1968. december 17. –) német közgazdász és egyetemi tanár. A Stanford Egyetemen tanult, majd oktatóként több egyetemen is megfordult Európa-szerte. Különösen energetikai kutatásokkal és környezetvédelemmel foglalkozik.